# Gabriël Lisette

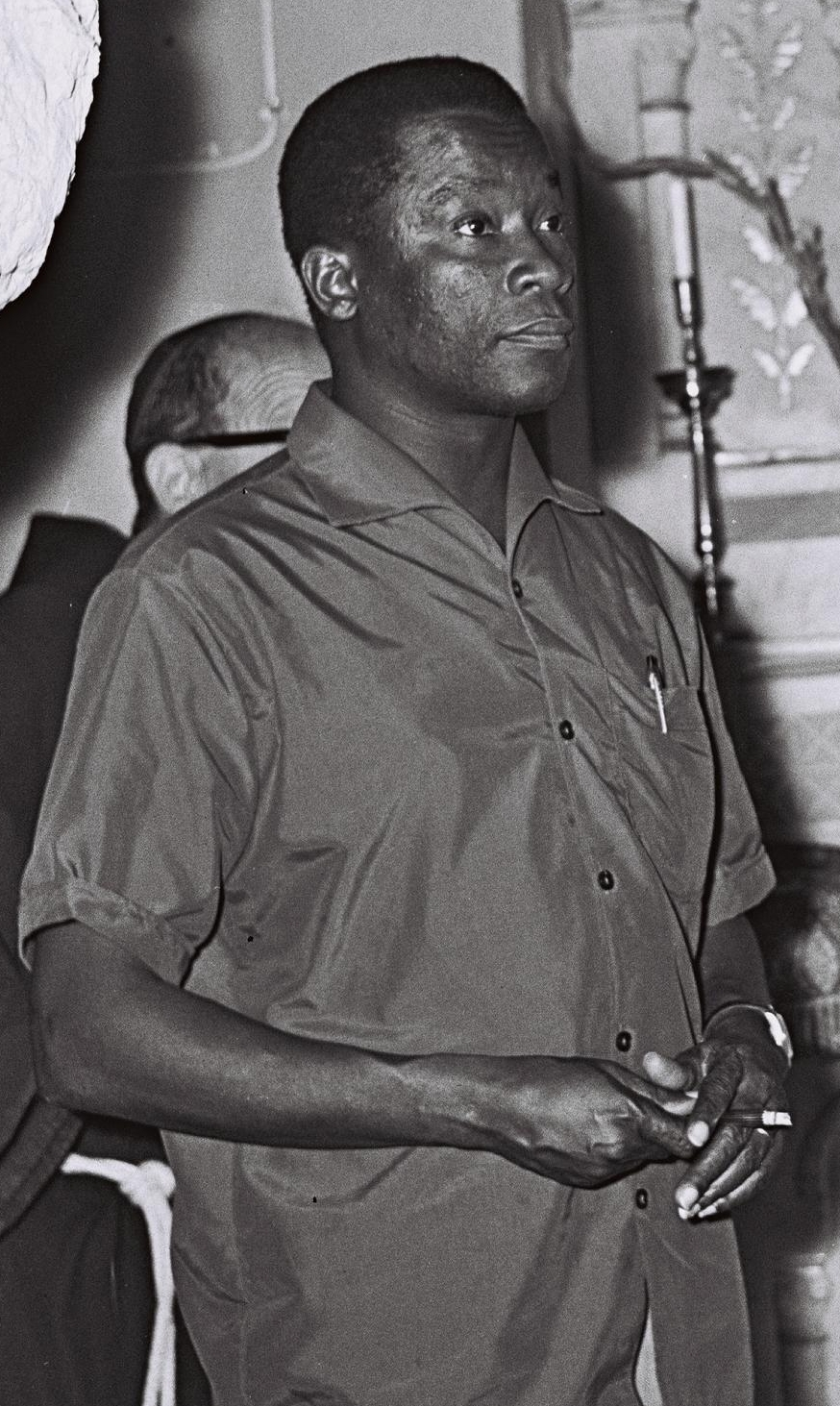
Gabriël Lisette (1960)

Gabriël Lisette (Puerto Bello (Panama), 2 april 1919 - (Port-de-Lanne (Frankrijk), 3 maart 2001), was een politicus uit Tsjaad.
Lisette werd geboren in Panama. Hij werkte voor het Franse koloniale bestuur. In 1946 werd hij in Tsjaad gestationeerd. Hier richtte hij de Parti Progressiste Tchadien (PPT) op, een afdeling van de West-Afrikaanse Rassemblement Démocratique Africain van Félix Houphouët-Boigny. Voor de PPT werd Lisette in de Franse Nationale Vergadering in Parijs gekozen. In 1957 werd Tsjaad autonoom en werd Lisette premier (President van de Regeringsraad) van een coalitieregering. In het voorjaar van 1959 viel de regering van Lisette en volgden twee andere coalities (zonder de PPT) elkaar in korte tijd op. In maart 1959 werd François Tombalbaye tot voorzitter van de PPT gekozen en schoof hij Lisette terzijde. In dezelfde maand werd hij premier en benoemde Lisette tot vicepremier en beheerder van de departementen van Economische en Buitenlandse Zaken. Tijdens een bezoek aan het buitenland in juli 1960 werd Lisette door Tombalbaye uit al zijn functies gezet en tot persona non grata verklaard. Sedertdien leefde hij in ballingschap.